# Ukrainer in Kasachstan
Die Ukrainer in Kasachstan sind eine ethnische Minderheit. Bei der Volkszählung 1989 gehörten ihr 896.000 Bürger an, was 5,4 Prozent der Gesamtbevölkerung entsprach. Diese Zahl sank, auch bedingt durch Auswanderung nach Russland und in die Ukraine, auf 796.000 Menschen 1998 und auf nur noch 456.997 bei der Zählung 2009.

## Geschichte
Ab Ende des 18. Jahrhunderts kamen mehrere Wellen von freiwilligen und unfreiwilligen ukrainischen Siedlern nach Kasachstan. Die ersten Ukrainer, die ankamen, waren verbannte Hajdamaken, Mitglieder von paramilitärischen ukrainischen Bauern- und Kosakenbanden, die von der russischen Regierung nach dem 1768 gescheiterten Kolijiwschtschyna-Aufstand nach Kasachstan deportiert wurden.

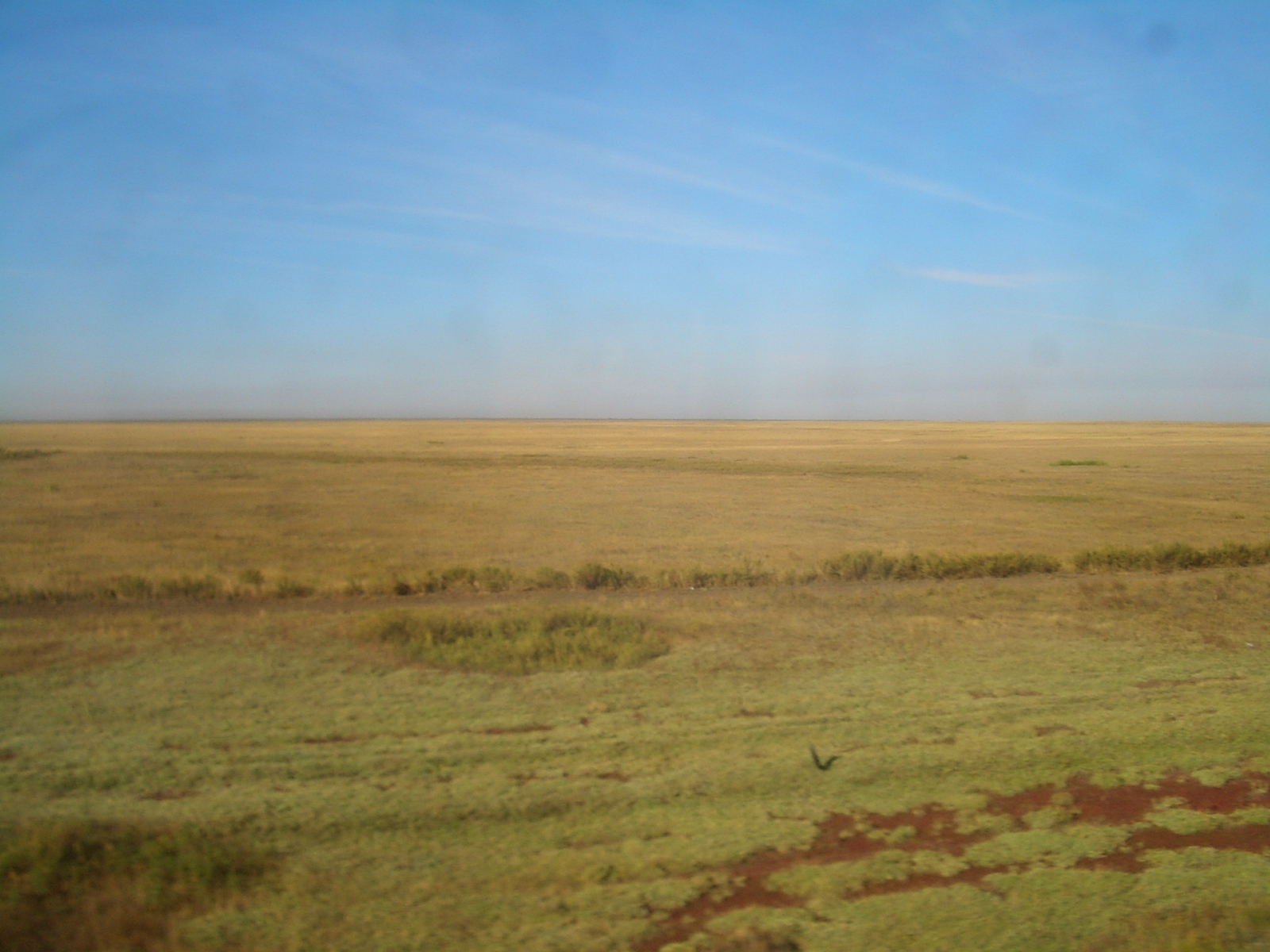
In der Steppe nördlich von Astana siedelten viele Ukrainer

Eine größere Gruppe ethnischen Ukrainer in Kasachstan war eine große Welle von Siedlern, die ab Ende des 19. Jahrhunderts aus fast allen Regionen der Ukraine kamen, welche zu dieser Zeit Teil des russischen Reichs waren. Diese freiwilligen Auswanderer suchten nach mehr Möglichkeiten und freiem Land und zählten zur Jahrhundertwende in Kasachstan und den angrenzenden Regionen Russlands etwa 100.000 Menschen. Diese Bewegung vergrößerte sich deutlich nach den Agrarreformen des russischen Premierministers Pjotr Stolypin im frühen 20. Jahrhundert. Zwischen 1897 und 1917 stieg der Anteil der ukrainischen Bevölkerung Kasachstans von 1,9 Prozent auf 10,5 Prozent. Sie neigten dazu, sich in den nördlichen Regionen Kasachstans niederzulassen, die am ehesten klimatisch der Ukraine ähnelten. Im Jahr 1917 machten die Ukrainer ungefähr 29,5 Prozent der Bevölkerung des Gebiets Aqmola and 21,5 Prozent der Bevölkerung der Oblast Turgai aus. Bei der Volkszählung 1926 wurden 860,000 Ukrainer in Kasachstan registriert.
in den 1930er Jahren, während Zwangskollektivierung in der Sowjetunion, wurden 64,000 Ukrainer als sogenannte Kulaken (jede Bauernfamilie, die nicht in ärmlichsten Verhältnissen lebte, konnte davon betroffen sein) mit ihren Familien zwangsweise nach Kasachstan deportiert.
Nach dem sowjetischen Überfall auf Ostpolen 1939 wurden Ukrainer aus den westlichen Gebieten Galiziens und der Volhynia nach Kasachstan deportiert. Es folgten weitere Zwangsumsiedlungen, wenn bei den Betroffenen auch nur der Verdacht bestand, sie würden der Organisation Ukrainischer Nationalisten nahestehen. Ungefähr 8.000 Ukrainer wurden in Zwangsarbeitslager nahe Qaraghandy verschleppt. Von diesen blieben einige auch nach ihrer Entlassung wohnhaft in der Gegend. Die nach dem Ersten Weltkrieg angekommenen Ukrainer waren in gesellschaftlichen und kulturellen Leben tonangebend.

## Kulturelles Leben der Ukrainer
Die Assimilation der Ukrainer wurde ursprünglich von der Regierung Kasachstans nicht angestrebt und sie unterstützte eine eigenständige Bewahrung der ukrainischen Kultur und Sprache. Dazu wurde eine ukrainische Zeitung gegründet und ukrainische Organisationen können in Kasachstan frei arbeiten. 2009 gab es 20 ukrainische Kulturzentren, die Sonntagsschulen, Chöre und Volkstanzgruppen unterhielten und förderten. In der Hauptstadt Astana gibt es ein ukrainisches Gymnasium und eine Sonntagsschule. Die gemeinsamen Leiden der kasachischen und ukrainischen Völker in den Händen der Sowjets werden von kasachisch-ukrainischen Aktivisten betont.
Obwohl die ukrainische Sprache in ländlichen Gebieten mit kompakter ukrainischer Besiedlung nach wie vor von Bedeutung ist und von der kasachischen Regierung aktiv unterstützt wird, sprechen die meisten Ukrainer im Alltagsleben überwiegend russisch. Aufgrund der Anpassung an die russische Kultur ist der Anteil der ukrainischen Bevölkerung in Kasachstan, der die ukrainische Sprache zur Muttersprache erklärt, von 78,7 Prozent im Jahr 1926 auf heute nur noch 36,6 Prozent gesunken. Viele Ukrainer schließen sich gegen die kasachische Mehrheitsgesellschaft mit der ebenfalls dort lebenden russischen Minderheit zusammen. Es gibt also eine gewisse kulturelle Kluft in der ukrainischen Gemeinschaft Kasachstans zwischen denen, die eine politische und kulturelle Identität der Ukraine (hauptsächlich Nachkommen von Einwanderern aus der Mitte des 20. Jahrhunderts) bewahren, und denen, die kulturell und sprachlich russifiziert wurden (die Nachkommen derjenigen, die früher nach Kasachstan ausgewandert sind).
Die Ukrainische griechisch-katholische Kirche ist in Kasachstan seit dem Ankommen der Verbannten aus der Westukraine während und nach dem Zweiten Weltkrieg tätig. Bis 1978 fanden die Gottesdienst in Privathäusern in Qaraghandy statt und danach im ersten, im genannten Jahr in Kasachstan konsekrierten römisch-katholischen Kirchengebäude. Das erste Gotteshaus der ukrainische griechisch-katholische Kirche wurde 1996 eingeweiht. 2009 gab es neun Ukrainische griechisch-katholische Pfarreien. 2002 besuchte Großerzbischof Ljubomyr Husar, das damalige Oberhaupt der Kirche, die dortigen Gläubigen.